# 去死吧，我的爱
《去死吧，我的爱》（英語：Die, My Love）是2025年上映的美国心理黑色幽默劇情片，由琳恩·拉姆塞执导，拉姆塞、恩达·沃尔什和爱丽丝·伯奇共同编剧，珍妮佛·勞倫斯、羅伯·派汀森、凱斯·史坦費爾德、西席·斯贝西克、尼克·诺尔蒂主演。该片改编自阿根廷作家爱莉安娜·哈维茨2017年出版的同名小说，讲述一名新生儿母亲患上产后抑郁症，继而出现精神病症的故事。电影入选第78屆坎城影展主竞赛单元，2025年5月17日全球首映。

## 故事大纲
在蒙大拿州乡下的一所农舍，一位女性在婚姻破裂后出现精神健康问题。

## 演员
- 珍妮佛·勞倫斯 饰 格蕾丝（Grace）
- 羅伯·派汀森 饰 杰克逊（Jackson）
- 凱斯·史坦費爾德 饰 卡尔（Karl）
- 西席·斯贝西克 饰 帕姆（Pam）
- 尼克·诺尔蒂 饰 哈利（Harry）
- 马库斯·戴拉·罗萨（Marcus Della Rosa）饰 救生员

## 制作
电影改编自阿根廷作家爱莉安娜·哈维茨2017年出版的小说《去死吧，我的爱》。2020年，马丁·斯科塞斯在自己的读书俱乐部读到这本小说，之后将原著小说版权卖给珍妮佛·勞倫斯和贾丝廷·恰罗基（Justine Ciarrocchi）名下的制片公司Excellent Cadaver，希望珍妮佛出任主角。2022年11月，勞倫斯确认担纲主演，编剧由琳恩·拉姆塞和恩达·沃尔什共同担任。勞倫斯把书卖给拉姆塞后，拉姆塞决定担任本片的导演。本片是琳恩自《你从未在此》（2017年）后第一部电影；拉姆塞找来沃尔什，让他去写剧本初稿，审阅后同意他写二稿和终稿。爱丽丝·伯奇也担任联合编剧。2024年7月，羅伯·派汀森就共同编剧事宜进行洽谈，电影确认由斯科塞斯和安德丽娅·考尔德伍德，以及Excellent Cadaver的勞倫斯和恰罗基共同监制。同年8月，凱斯·史坦費爾德、西席·斯贝西克和尼克·诺尔蒂加盟剧组。本片是一部驚悚片，拉姆塞和派汀森则形容电影是黑色幽默风格的作品，拉姆塞表示这部片子是她“喜欢的那种喜剧和爱情故事，所以片子会显得暗黑和一团糟”，派汀森说片子“很荒谬”。
拍摄工作原定2023年展开，因当年好莱坞出现劳资纠纷推迟。2024年4月，拉姆塞和乔治·维杰斯蒂卡创作片中的歌曲，这些歌曲由勞倫斯演唱。有别于原著，本片的背景设置在美国，而不是原著的法国。拍摄工作于2024年8月19日在加拿大卡尔加里展开，同年10月16日杀青。西默斯·麥葛維担任摄影指导，是继2011年的《我兒子是惡魔》后再度携手拉姆塞。他采用35毫米胶片、1.33:1的学院画幅进行拍摄，灵感来自于羅曼·波蘭斯基的《冷血惊魂》（1965年）和《魔鬼怪嬰》（1968年）:58:50。据派汀森透露，他在拍摄舞蹈戏份时非常紧张，但又无法说服拉姆塞和勞倫斯删掉这场戏，或是找人编排舞蹈。为了剧中的角色，他专门上了舞蹈班。

## 发行
电影入选第78屆坎城影展主竞赛单元，争夺金棕榈奖，2025年5月17日全球首映。当时新成立的193负责处理影片发行权的销售工作。戛纳首映礼结束后不久，MUBI买下电影的北美、拉美、英国、爱尔兰、德国、奥地利、瑞士、意大利、西班牙、比荷卢、土耳其、印度、奥地利及新西兰地区发行权，费用高达2400万美元，是该公司当时最大的一笔购买，同时承诺会在全美1500块银幕放映45天。

## 反响
根据評論匯總网站爛番茄汇总的39篇评论文章，77%的评论家给予该作正面评价。在Metacritic上，21位影評人共給予了75分的分數（滿分100分），這部電影獲得了「普遍好評」。
许多影评人单独提及勞倫斯的表演，Deadline Hollywood认为她值得拿下一座奥斯卡金像奖；拉姆塞的导演工作也受到认可。国际银幕蒂姆·格里尔森（Tim Grierson）认为勞倫斯就像一根火柴，“照亮了琳恩·拉姆塞扣人心弦、节奏缓慢的第五部长片”。英国广播公司的尼古拉斯·巴伯（Nicholas Barber）认为珍妮佛的表现“比以往要好”。《综艺》杂志的歐文·格萊伯曼认为《去死吧，我的爱》没有探讨为人母亲要承受的负担，而是被设计成“一篇表面上看很轻率，实际上很武断的电影论文”。

### 奖项
| 大奖       | 颁奖日期      | 奖项     | 获得者      | 结果 | 参考   |
| ---------- | ------------- | -------- | ----------- | ---- | ------ |
| 戛纳电影节 | 2025年5月24日 | 金棕榈奖 | 琳恩·拉姆塞 | 提名 | [ 27 ] |